# باشگاه فوتبال استقلال تهران در فصل ۸۳–۱۳۸۲
باشگاه فوتبال استقلال تهران در فصل ۸۳–۱۳۸۲ پنجاه‌ و هشتمین سال فعالیت باشگاه استقلال تهران بود.
در لیگ برتر با گذشت چند هفته از شروع رقابت‌ها، استقلال با چند برد پیاپی در میانه‌های فصل خود را به رده‌های بالای جدول رساند. رقابت برای قهرمانی در نیم‌فصل دوم میان استقلال و پاس تهران بود و صدرنشینی لیگ برتر میان این دو تیم دست به دست می‌شد. در هفتهٔ بیست‌وپنجم که با حاشیه‌ها و جنجال‌های بسیاری همراه بود، استقلال در اهواز برابر تیم استقلال اهواز شکست خورد و به فاصلهٔ یک هفته مانده به پایان بازی‌ها صدرنشینی را از دست داد. این شکست در گام ماقبل آخر، استقلال را از قهرمانی دور کرد و آبی‌پوشان در نهایت در ردهٔ دوم مسابقات این فصل قرار گرفتند.
جام حذفی این فصل پس از پایان لیگ برتر پی‌گیری شد و استقلال که جام خلیج فارس را از دست داده بود، برای جبران ناکامی و کسب سهمیهٔ رقابت‌های باشگاه‌های آسیا، جام حذفی را باانگیزه دنبال کرد. آبی‌ها پس از عبور از سد تیم‌های فرمانداری مریوان، پاسارگاد، پیکان و سایپا به دیدار پایانی راه یافتند. در فینال استقلال در دو بازی رفت و برگشت به دیدار سپاهان رفت و با شکست در هر دو مسابقه، جام حذفی را نیز در گام آخر از دست داد و با دو مقام نایب قهرمانی فصل را به پایان برد.
استقلال در این فصل در رقابت‌های باشگاهی آسیا حضور نداشت.

## مرور فصل
پیش‌فصل
با نتایج تلخی که در فصل گذشته به دست آمد، در کادر مدیریت و فنی باشگاه دگرگونی‌هایی ایجاد شد. این دگرگونی‌ها پیش از پایان فصل گذشته با برکناری سرمربی و سپس تغییر مدیر عامل باشگاه آغاز شده بود. رولند کخ در پایان فروردین ۱۳۸۲ برکنار شد و جواد زرینچه به همراه منصور پورحیدری هدایت تیم را در بازی‌های باقی‌مانده به‌طور موقت بر عهده گرفت. از سوی دیگر پس از استعفای علی فتح‌الله‌زاده، محمدحسین قریب در روز ۳۰ اردی‌بهشت ۱۳۸۲ از سوی هیئت مدیرهٔ باشگاه به عنوان مدیر عامل برگزیده شد. از همان روزها گفته می‌شد که هیئت مدیره تصمیم خود را برای مربی فصل آیندهٔ استقلال نیز گرفته است و امیر قلعه‌نویی سرمربی استقلال در فصل ۸۳–۱۳۸۲ خواهد بود. دو هفته پس از پایان فصل ۸۲–۱۳۸۱ و در اواسط تیر ماه امیر قلعه‌نویی به‌طور رسمی به عنوان سرمربی استقلال معرفی شد. او برای کار در استقلال یک طرح سه ساله را به مدیران باشگاه ارائه کرد که دربردارندهٔ برنامه‌های کوتاه‌مدت و بلندمدت بود. در کوتاه‌مدت جوان‌گرایی در فهرست بازیکنان به همراه مسائل فرهنگی، اخلاقی و فنی دیده شده بود و افق برنامه قهرمانی ایران در سال سوم بود. منصور پورحیدری مدیر فنی، صمد مرفاوی دستیار اول و حمید بابازاده مربی دروازه‌بان‌ها بودند.

شهریور

استقلال پس از فصل ناموفق ۸۲–۱۳۸۱ و دگرگونی در کادر فنی و بازیکنان، از ششم شهریور ۱۳۸۲ با ترکیب تازهٔ خود وارد بازی‌های لیگ شد. آبی‌ها لیگ را با دو تساوی در ورزشگاه آزادی آغاز کردند تا دوباره هراس از کابوس فصل پیش گریبان‌گیر هوادارن این تیم شود. دریافت چهار گل در این دو بازی سبب شد تا انتقادهایی در مورد از دست دادن بازیکنانی چون هادی طباطبایی، مهدی هاشمی‌نسب و سهراب بختیاری‌زاده مطرح شود. استقلال در ادامه روند بهتری را نشان داد و با دو پیروزی در برابر شموشک و سایپا خود را در جدول بالا کشید.

مهر

با شکست هفته پنجم برابر ذوب آهن در اصفهان، سیستم سه-دفاعی قلعه‌نویی با انتقاد روبه‌رو شد. استقلال در بازی ششم تیم فولاد را در تهران شکست داد و در هفته هفتم به شهرآورد پنجاه‌وپنجم رسید. پیش از این دیدار استقلال و پرسپولیس هر دو ۱۱ امتیازی بودند و پرسپولیس به دلیل گل‌شماری بهتر در رده بالاتر قرار گرفته بود. با توجه به بازگشت علی دایی و دیگر بازیکنانی که این تیم در اختیار داشت و همچنین بر جای ماندن اثرات بحران فصل‌های گذشته در تیم استقلال، پیش از این بازی شانس پرسپولیس برای پیروزی بیشتر برآورد می‌شد. در روز مسابقه خط دفاع استقلال با ستار همدانی در عمق و امیرحسین صادقی و پیروز قربانی به عنوان مدافعان یارکوب روز خوبی را پشت سر گذاشت. در جلوی این خط محمود فکری در یکی از بهترین روزهای خود بود و گل دوم استقلال را نیز با شوت راه دور از روی یک ضربه کاشته به ثمر رساند. گل اول را علی سامره در نیمه اول زده بود. وینگو بگوویچ سرمربی پرسپولیس در نیمه دوم علی دایی را از زمین خارج کرد. پرسپولیس توانست یکی از گل‌ها را با ضربه سر عیسی ترائوره پاسخ دهد اما بازی در نهایت به سود استقلال به پایان رسید.

آبان

پس از پیروزی در شهرآورد تهران، استقلال چهار هفته پیاپی را بدون پیروزی و با تساوی گذراند. آبی‌ها یکم آبان در تهران با گل دیرهنگام رضا عنایتی از شکست برابر ابومسلم گریختند و به تساوی پُرگل ۳–۳ رسیدند. سپس در هفته نهم در شیراز، در حالی که نیمه نخست را با دو گل از سپاسی پیش بودند، در نهایت به برابری ۲–۲ دست یافتند. پس از این بازی لیگ دو هفته تعطیل شد.

آذر

پس از تعطیلات زودهنگام نیم‌فصل، دور برگشت لیگ از دوم آذر ماه آغاز شد. این در حالی بود که سه هفته از دور رفت رقابت‌ها باقی‌مانده بود که این بازی‌ها هم به دور برگشت و به بعد از تعطیلات موکول گردید. روز دوم آذر استقلال در چارچوب هفته دهم به دیدار پیکان تهران رفت. نیمه اول با ۲ گل به سود پیکان به پایان رسید و استقلال در نیمه دوم با دو گل علی سامره بازی را به تساوی کشاند. بازی با سپاهان چهارمین تساوی استقلال پس از شهرآورد تهران بود. استقلال سرانجام در هفته دوازدهم و در دیدار با هم‌نام اهوازی خود در تهران به پیروزی ۲–۱ دست یافت. مربی‌گری استقلال اهواز را ناصر حجازی بر عهده داشت. بازی هفته سیزدهم برابر پگاه گیلان نیز با تک گل عنایتی به سود استقلال خاتمه یافت. این بازی فیزیکی و درگیرانه با ۲۴ ساعت تاخیر و در زمینی لغزنده در رشت برگزار شد. به این ترتیب با پایان بازی‌های دور رفت، استقلال به رده دوم جدول صعود کرد و پشت سر ذوب آهن اصفهان قرار گرفت.
روز ۲۸ آذر استقلال در چارچوب هفتهٔ چهاردهم برابر پاس تهران قرار گرفت. نخستین بازی دور برگشت لیگ، که با دومین شکست استقلال در این فصل همراه شد. تک گل این بازی را خداداد عزیزی از روی یک ضربه ایستگاهی وارد دروازه استقلال کرد. پاس با این نتیجه و با توجه به شکست ذوب آهن در شیراز، به صدر جدول صعود کرد. در آن هنگام این بازی تنها به عنوان یکی از مسابقات میان‌فصل لیگ تلقی می‌شد. اما در هفته‌های پایانی که استقلال و پاس بر سر عنوان قهرمانی رقابت فشرده‌ای پیدا کردند، ۳ امتیاز این بازی و نتیجهٔ مستقیمی که دو تیم برابر هم گرفته بودند، تاثیر زیادی در معرفی قهرمان لیگ گذاشت.

دی

پس از شکست برابر  پاس، استقلال چهار برد پیاپی را در دی ماه به دست آورد و خود را به خوبی در جدول بالا کشید. نخست روز چهارم دی در چارچوب هفته پانزدهم استقلال در شیراز به دیدار برق شیراز رفت و با دو گل صادقی و عنایتی به پیروزی رسید.
دیدارهای هفته شانزدهم سومین دوره لیگ برتر فوتبال ایران با وقوع زمین‌لرزه بم به تعویق افتاد و تیم‌های لیگ برتری برای گرامی‌داشت یاد جان‌باختگان و کمک به بازماندگان این زمین‌لرزه دیدارهای خیریه برگزار کردند. در یکی از این دیدارها قرار بود روز جمعه ۱۲ دی بازیکنان دو باشگاه استقلال و پرسپولیس در قالب یک تیم به دیدار تیم ملی فوتبال امید ایران بروند که این دیدار به دلیل بارش برف در تهران برگزار نشد. افزون بر آن، بازیکنان و مربیان باشگاه در زمینه گردآوری کمک‌های مردمی به آسیب‌دیدگان زمین‌لرزه به فعالیت پرداختند.
روز ۱۶ دی استقلال در تهران به سختی از سد تیم پایین‌نشین شموشک نوشهر گذشت و خود را به یک امتیازی پاس تهران صدرنشین بازی‌ها رساند. پنج روز بعد استقلال با پیروزی ۳–۰ در برابر سایپای تهران پس از ۶۰۱ روز صدرنشین لیگ برتر فوتبال ایران شد. استقلال پیش از آن در هفته بیست‌وپنجم دورهٔ نخست لیگ برتر فوتبال ایران برای آخرین بار در صدر جدول دیده شده بود. در دوره دوم لیگ برتر هم استقلال هرگز به صدر جدول نرسیده بود. در هفته هجدهم چهارمین پیروزی پیاپی استقلال برابر ذوب آهن در تهران رقم خورد تا استقلال همچنان در رده نخست جدول باقی بماند. 

بهمن

در هفته نوزدهم استقلال در خانه فولاد اهواز به تساوی ۱–۱ رسید. در پایان این بازی هر دو تیم با ده نفر از زمین مسابقه بیرون آمدند.
بلافاصله پس از دیدار با فولاد، استقلال به آلمان رفت تا در روز ۴ بهمن دیداری دوستانه را با تیم اشتوتگارت برگزار کند. این بازی برای کمک به آسیب‌دیدگان زمین‌لرزه بم برنامه‌ریزی شده بود. استقلال که بلافاصله پس از بازی در اهواز با پروازی خسته‌کننده خود را به آلمان رسانده بود، با وجود شکست ۳–۰ نمایش خوبی در این دیدار داشت. ۸ بازیکن استقلال به دلیل آسیب‌دیدگی یا مشکلات دیگر در ایران ماندند و استقلال با ترکیبی از بازیکنان اصلی و جوان خود در این بازی خیریه شرکت کرد. اشتوتگارت با مربی‌گری فیلیکس ماگات تیم چهارم جدول بوندس‌لیگا بود.
در بازگشت به لیگ، استقلال در روز ۱۳ بهمن در شهرآورد تهران به دیدار پرسپولیس رفت. با تساوی ۱–۱ در این مسابقه، استقلال صدر جدول را دوباره به پاس واگذار کرد. بعد از این بازی لیگ به دلیل بازی‌های تیم ملی و تیم امید ایران تعطیل شد و استقلال اردویی را در امارات برگزار کرد.

اسفند

آغاز دوباره لیگ با پیروزی استقلال در مشهد در برابر ابومسلم خراسان همراه بود. اما برد پاس در برابر پرسپولیس، آبی‌ها را همچنان در رده دوم نگه داشت. روز ۱۸ اسفند و در آخرین دیدار سال، استقلال با شکست دادن فجر سپاسی در هفته بیست‌ودوم توانست دوباره صدر جدول را از پاس پس بگیرد. در این بازی ابتدا سپاسی با دو گل اکبرپور و علیزاده پیش افتاد اما سه گل سیدعباسی، اکبری و فاطمی، سه امتیاز بازی را برای استقلال به ارمغان آورد. با این پیروزی و با توجه به تساوی پاس برابر ابومسلم، استقلال به فاصله چهار هفته تا پایان لیگ به صدر جدول رسید.

فروردین

شروع سال نو با از دست دادن دو امتیاز برابر پیکان تهران در روز ۱۷ فروردین همراه بود. روز پیش از این بازی پاس در بازی با فجر سپاسی در شیراز به تساوی رسیده بود و پیروزی استقلال برابر پیکان می‌توانست فاصله این تیم را با تعقیب‌کننده‌اش در هفته‌های پایانی لیگ افزایش دهد. با این حال استقلال در پایان این هفته همچنان در صدر ماند.
هفته بیست‌وچهارم با پیروزی استقلال و پاس دنبال شد تا رقابت فشردهٔ دو تیم در بالای جدول ادامه داشته باشد. استقلال در تهران دیداری نفس‌گیر را برابر سپاهان با پیروزی پشت سر گذاشت. گل اول بازی را رمضانی برای سپاهان به ثمر رساند که به زودی و به فاصلهٔ ۳۰ ثانیه بعد، با گل رضا عنایتی پاسخ داده شد. در نیمه دوم محمود فکری از بازی اخراج شد. سر انجام در دقیقه ۸۲ علی سامره با یک ضربهٔ برگردان بازی را به سود استقلال تغییر داد. پاس هم با گل‌های خداداد عزیزی و آرش برهانی پیکان را از پیش رو برداشت.

اردی‌بهشت

به فاصله دو هفته تا پایان لیگ، رقابت استقلال و پاس در صدر جدول به اوج رسیده بود. استقلال هنوز در صدر قرار داشت و دو بازی نسبتاً آسان را برابر استقلال اهواز و پگاه رشت پیش رو داشت. پاس نیز باید با سپاهان در اصفهان و استقلال اهواز در تهران بازی می‌کرد. در این شرایط و پیش از برگزاری هفته بیست‌وپنجم لیگ، حاشیه‌ها و گمانه‌زنی‌های بسیاری هویدا شد. از سوی باشگاه پاس به این گمان دامن زده می‌شد که استقلال اهواز به دلیل هم‌خانواده بودن با استقلال تهران و همین‌طور مربی‌گری فصل گذشته قلعه‌نویی در این تیم، ممکن است با استقلال تهران کنار بیاید. مجید جلالی سرمربی پاس استراتژی باشگاه پاس را رد نمی‌کرد و معتقد بود برای رسیدن به قهرمانی باید از همهٔ ابزارها استفاده کرد. این شایعه استقلال اهواز را برای پیروزی بسیار مصمم و پرانگیزه کرد.
ناصر حجازی پیش از این بازی از استقلال اهواز جدا شده بود. از طرف دیگر، گمان‌هایی هم در مورد بازی پاس و سپاهان ایجاد شده بود. این شایعه‌ها هنگامی مطرح شد که تیم سپاهان که برای برگزاری دیدار آسیایی خود سفر کرده بود، پس از شکست برابر الاتحاد با تاخیر و به فاصله دو روز مانده به بازی به کشور بازگشت.
هفته بیست‌وپنجم در روز ۷ اردی‌بهشت برگزار شد و با برد پُرگل پاس در اصفهان (۴–۳) و شکست ۱–۲ استقلال در اهواز به پایان رسید. استقلال اهواز که برای این بازی بسیار پُرانگیزه بود، در نیمهٔ نخست با دو گل پیاپی امیر خلیفه اصل در دقیقه‌های ۳۷ و ۳۹ از استقلال پیش افتاد. استقلال تنها در دقایق پایانی مسابقه توانست یکی از گل‌ها را با ستار همدانی پاسخ دهد. به این ترتیب استقلال یک هفته مانده به پایان بازی‌ها صدرنشینی را از دست داد.
روز پایانی سومین دوره لیگ برتر ۱۴ اردی‌بهشت ۱۳۸۳ برگزار شد. در یک هفته فاصله میان بازی‌های هفتهٔ بیست‌وپنجم تا هفتهٔ آخر، جنجال‌ها و حاشیه‌ها همچنان ادامه داشت. سرپرست سپاهان اعلام کرد که باشگاه سپاهان به دلیل تاخیر در بازگشت به ایران از فدراسیون و کمیتهٔ برگزاری بازی‌ها درخواست کرده بود تا بازی با پاس را یک روز به عقب بیندازند که این درخواست با مخالفت روبه‌رو شد. باشگاه استقلال اهواز هم اعلام کرد که با توجه به انگیزهٔ این تیم برای پیروزی بر پاس، هواداران زیادی از اهواز به تهران خواهند آمد و نیاز است تا بازی از ورزشگاه دستگردی به ورزشگاه بزرگتری منتقل شود. با این همه استقلال اهواز نتوانست نمایش هفتهٔ گذشته‌اش را تکرار کند و در برابر پاس تن به شکست سنگین ۵–۰ داد. استقلال هم که تنها امیدوار به لغزش پاس بود، در بازی هم‌زمان پگاه گیلان را با گل دیرهنگام محمد نوازی از روی نقطهٔ پنالتی ۳–۲ شکست داد. با این نتایج پاس تهران قهرمان سومین دورهٔ لیگ برتر فوتبال ایران (جام خلج فارس) شد و استقلال در جای دوم ایستاد.
پس از ناکامی در لیگ برتر، استقلال شانس خود را در جام حذفی امتحان کرد. بازی‌های جام حذفی این فصل از مرحله یک‌شانزدهم نهایی که استقلال وارد مسابقات شد،  پس از پایان لیگ برگزار گردید. نخستین بازی استقلال در جام حذفی ۲۰ اردی‌بهشت ۱۳۸۳ برابر فرمانداری مریوان و در خانهٔ حریف برگزار شد که با دو گل به سود آبی‌ها به پایان رسید. پنج روز بعد در بازی برگشت در تهران استقلال جشنواره‌ای از گل به پا کرد و با ۹ گل میهمان خود را بدرقه کرد.

خرداد

بازی‌های جام حذفی که به دلیل بازی‌های تیم ملی در مسابقات مقدماتی جام جهانی ۲۰۰۶ آلمان تعطیل شده بود، از اواخر خرداد از سر گرفته شد. استقلال در یک‌هشتم نهایی به دیدار پاسارگاد تهران رفت. تیم پاسارگاد در آن هنگام قهرمان زیرگروه فوتبال ایران شده بود و برای صعود به لیگ برتر امیدوار بود. دو تیم هم‌شهری در ۲۲ خرداد ۱۳۸۳ در یک «تک‌بازی» برابر هم قرار گرفتند. استقلال در حالی که در نیمه نخست با گل سعید لطفی از حریف پیش افتاده بود، با دو گل دنی اولروم مهاجم پاسارگاد، بازنده راهی رخت‌کن شد. در نیمهٔ دوم بازیکنان برای جبران به میدان آمدند و با گل‌های اکبری و عنایتی نتیجه به سود استقلال برگشت.
حریف مرحلهٔ یک‌چهارم نهایی پیکان تهران بود. با توجه به هم‌شهری بودن دو تیم، سرنوشت این مرحله نیز در یک «تک‌بازی» روشن شد. در ۹۰ دقیقه توپی وارد دروازه‌ها نشد و کار به وقت اضافه کشیده شد. در وقت اضافه استقلال با گل طلایی عنایتی پیروز میدان شد و به نیمه نهایی راه یافت.

تیر
روز یکشنبه ۷ تیر ۱۳۸۳ استقلال و سایپا در نیمه نهایی جام حذفی برابر هم قرار گرفتند. استقلال در ابتدای نیمه دوم و دقیقهٔ ۴۹ روی اشتباه علی‌رضا منصوریان از حریف عقب افتاد اما توانست با دو گل اکبری و واحدی‌نیکبخت نتیجه را به سود خود کند. با این پیروزی استقلال راهی دیدار پایانی جام حذفی ایران شد. از سوی دیگر سپاهان هم با شکست دادن هم‌شهری‌اش ذوب‌آهن در ضربه‌های پنالتی، به فینال رسید و حریف استقلال شد.
فینال جام حذفی در دو بازی رفت و برگشت برگزار گردید. بازی رفت روز ۱۲ تیر ۱۳۸۳ در ورزشگاه نقش جهان اصفهان برگزار شد. ابتدا سپاهان در دقیقه دهم بازی با کاشتهٔ لئون استپانیان به گل رسید. در دقیقهٔ ۲۷ روی پاس فرزاد مجیدی استقلال توسط یدالله اکبری گل مساوی را به ثمر رساند. در نیمهٔ دوم باز این سپاهان بود که روی اشتباه محمد خرمگاه مدافع استقلال به گل رسید. عنایتی در دقیقهٔ ۸۰ روی ارسال بلند یدالله اکبری با یک ضربهٔ سر دوباره کار را به تساوی کشاند. سپاهان در دقیقهٔ ۸۷ توسط مرتضی هاشمی‌زاده به گل سوم رسید و بازی با همین نتیجه (۲-۳) به پایان رسید.
بازی برگشت فینال ۱۷ تیر ۱۳۸۳ در ورزشگاه آزادی تهران برگزار شد. استقلال با دو گلی که در بازی رفت در اصفهان زده بود، با حمایت هشتاد هزار هوادار خود امیدوار به پیروزی و حضور در جام باشگاه‌های آسیا در فصل آینده بود. در این بازی سپاهان پس از دفع حملات ابتدایی استقلال، در دقیقهٔ ۲۰ با ضربهٔ سر سیدصالحی به گل رسید. تنها دو دقیقه بعد از این گل استقلال صاحب یک پنالتی شد که ضربهٔ اکبری را کمیل سوسکو دروازه‌بان سپاهان مهار کرد. در ادامه نیمهٔ نخست نیز حملات استقلال ثمری نداشت. در نیمه دوم سپاهان بار دیگر روی سهل‌انگاری مدافعان استقلال و با ضربهٔ سر سیدصالحی در دقیقهٔ ۶۸ به گل رسید. پس از این گل استقلال نظم تیمی خود را از دست داد و دیگر نتوانست به بازی برگردد. به این ترتیب استقلال در مسابقات حذفی نیز هم‌چون لیگ برتر، در آخرین گام جام را از دست داد.

## ‌بازی‌ها

### لیگ برتر
| ۶ شهریور ۱۳۸۲ ۱ | پاس تهران                                                                       | ۲ – ۲ | استقلال تهران                                        | تهران                                  |
|                 | بیاتی‌نیا ۲۰' · هدایتی '۴۴ · بیاتی‌نیا '۴۴ · نکونام '۴۵ · نکونام ۶۶' · برهانی '۷۶ | گزارش | واحدی‌نیکبخت ۶۸' · قربانی '۸۰ · اکبری ۸۳' · اکبری '۸۸ | ورزشگاه: آزادی تهران داور: مسعود مرادی |

| ۱۸ شهریور ۱۳۸۲ ۲ | استقلال تهران                                                     | ۲ – ۲ | برق شیراز                                             | تهران                                 |
|                  | مجیدی ۲۰' · آقامحمدی ۶۴' (گل‌به‌خودی) · عنایتی '؟ · واحدی‌نیکبخت '۸۵ | گزارش | غ.عباسفرد ۸۰' · آقامحمدی '۸۵ · ع.عباسفرد ۸۷' (پنالتی) | ورزشگاه: آزادی تهران داور: سیامک بخشی |

| ۲۳ شهریور ۱۳۸۲ ۳ | شموشک نوشهر               | ۱ – ۲ | استقلال تهران                                               | نوشهر                                |
|                  | گرائیلی ۴۰' · مسلم‌زاده '؟ | گزارش | عنایتی ۶۲' · نوازی ۸۷' (پنالتی) · اکبری · مجیدی · فابریتسیو | ورزشگاه: شهدای نوشهر داور: علی خسروی |

| ۲۸ شهریور ۱۳۸۲ ۴ | استقلال تهران                                        | ۳ –۲  | سایپا کرج             | تهران                                   |
|                  | واحدی‌نیکبخت ۱۱' · مجیدی ۲۰'، ۳+۹۰' · واحدی‌نیکبخت '۸۵ | گزارش | ایزدی ۱۹' · صادقی ۲۲' | ورزشگاه: آزادی تهران داور: محسن قهرمانی |

| ۸ مهر ۱۳۸۲ ۵ | ذوب‌آهن اصفهان             | ۲ – ۱ | استقلال تهران                                      | تهران                                 |
|              | رجب‌زاده ۴۷'، ۶۹' (پنالتی) | گزارش | نوازی ۶۰' (پنالتی) · همدانی · نوازی · مجیدی · گومز | ورزشگاه: آزادی تهران داور: جلال مرادی |

| ۱۵ مهر ۱۳۸۲ ۶ | استقلال تهران                                             | ۳ – ۱ | فولاد خوزستان           | تهران                                                  |
|               | فابریتسیو ۵' · مجیدی ۶۸' · عنایتی ۸۹' · سیدعباسی · عنایتی |       | حمیدی ۷۷' · مبعلی '۱+۹۰ | ورزشگاه: آزادی تهران تماشاگران: ۴۰۰۰ داور: مسعود مرادی |

| ۲۵ مهر ۱۳۸۲ ۷ (دربی ۵۶) | پیروزی تهران                            | ۱ – ۲ | استقلال تهران                        | تهران                                                          |
|                         | ترائوره ۷۰' · گل‌محمدی · باقری · میناوند | گزارش | سامره ۸' · فکری ۵۵' · نوازی · برومند | ورزشگاه: آزادی تهران تماشاگران: ۱۰۰۰۰۰ داور: مانوئل گومز کاشتا |

| ۱ آبان ۱۳۸۲ ۸ | استقلال تهران                                                   | ۳ – ۳ | ابومسلم مشهد                 | تهران                                       |
|               | سامره ۳۱'، ۷۲' · عنایتی ۹۰' · نوازی · یزدانی · صادقی · سیدعباسی | گزارش | رزاقی‌راد ۱۱' · فضلی ۵۰'، ۶۴' | ورزشگاه: آزادی تهران داور: فریدون اصفهانیان |

| ۱۵ آبان ۱۳۸۲ ۹ | فجرسپاسی شیراز            | ۲ – ۲ | استقلال تهران                               | تهران                                    |
|                | اکبرپور ۵۰' · علیزاده ۸۸' |       | فاطمی ۱۴' · واحدی‌نیکبخت ۴۳' · فکری · برومند | ورزشگاه: حافظیه شیراز داور: هدایت ممبینی |

| ۲ آذر ۱۳۸۲ ۱۰ | استقلال تهران                           | ۲ – ۲ | پیکان تهران                                          | تهران                                |
|               | سامره ۵۳'، ۵۹' · منصوریان · واحدی‌نیکبخت | گزارش | ابراهیمیان ۲۵'، ۳۷' · حقدوست '۶۸ · ابراهیمان · واعظی | ورزشگاه: آزادی تهران داور: علی خسروی |

| ۹ آذر ۱۳۸۲ ۱۱ | سپاهان اصفهان | ۰ – ۰ | استقلال تهران         | اصفهان                                    |
|               |               | گزارش | منصوریان '۲۵ فکری '۶۷ | ورزشگاه: نقش جهان اصفهان داور: جلال مرادی |

| ۱۶ آذر ۱۳۸۲ ۱۲ | استقلال تهران                                          | ۲ – ۱ | استقلال اهواز | تهران                                       |
|                | منصوریان ۲۹' · عنایتی ۶۷' · واحدی‌نیکبخت · فکری · نوازی | گزارش | آلوز ۴۸'      | ورزشگاه: آزادی تهران داور: فریدون اصفهانیان |

| ۲۱ آذر ۱۳۸۲ ۱۳ | پگاه گیلان                           | ۰ – ۱ | استقلال تهران                        | رشت                                                |
|                | حبیب هوشیار حمید محمدخانی بیژن حسینی | گزارش | عنایتی ۴' · نوازی · خرمگاه · قربانی  | ورزشگاه: عضدی رشت تماشاگران: ۲۰۰۰۰ داور: علی خسروی |

| ۲۸ آذر ۱۳۸۲ ۱۴ | استقلال تهران      | ۰ – ۱ | پاس تهران | تهران                                     |
|                | فکری '۵۸ نوازی '۷۱ | گزارش | عزیزی ۴۹' | ورزشگاه: آزادی تهران داور: رحیم رحیمی‌مقدم |

| ۴ دی ۱۳۸۲ ۱۵ | برق شیراز۰ | v     | استقلال۲ تهران                                                                 | تهران                                    |
|              |            | گزارش | نوازی '۳۵ · سیدعباسی '۴۶ · امینی‌فر '۷۲ · صادقی ۵۲' · عنایتی ۸۱' · منصوریان '۹۲ | ورزشگاه: حافظیه شیراز داور: محسن قهرمانی |

| ۱۶ دی ۱۳۸۲ ۱۶                                           | استقلال تهران                   | ۲ – ۱ | شموشک نوشهر                | تهران                                 |
|                                                         | عنایتی ۱۳' · سامره ۵۱' · خرمگاه | گزارش | بنگر ۴' · مصطفی مهدیزاده ؟ | ورزشگاه: آزادی تهران داور: سیامک بخشی |
| یادداشت: برومنده ضربه پنالتی مصطفی مهدیزاده را مهار کرد |                                 |       |                            |                                       |

| ۲۱ دی ۱۳۸۲ ۱۷ | سایپا تهران | ۰ – ۳ | استقلال تهران                                   | تهران                                |
|               | عقیلی       | گزارش | عنایتی ۳۲'، ۸۶' · نوازی ۷۱' (پنالتی) · صادقی '۷ | ورزشگاه: آزادی تهران داور: محسن ترکی |

| ۲۵ دی ۱۳۸۲ ۱۸ | استقلال تهران          | ۱ – ۰ | ذوب‌آهن اصفهان | تهران                                  |
|               | اکبری ۴۰' · خرمگاه '۸۱ | گزارش |               | ورزشگاه: آزادی تهران داور: مسعود مرادی |

| ۲ بهمن ۱۳۸۲ ۱۹ | فولاد خوزستان                      | ۱ – ۱ | استقلال تهران                   | اهواز                                |
|                | حاجی‌نجف '۴۱ · مهدی‌پور ۵۲' (پنالتی) | گزارش | همدانی '۵۲ · اکبری ۶۹' (پنالتی) | ورزشگاه: تختی اهواز داور: جلال مرادی |

| ۱۳ بهمن ۱۳۸۲ ۲۰ (دربی ۵۷) | استقلال تهران                 | ۱ – ۱ | پیروزی تهران                                          | تهران                                  |
|                           | سیدعباسی ۳' · واحدی‌نیکبخت '۶۱ | گزارش | کاویانپور ۲۰' · جمشیدی · باهنر · خان‌محمدی · کاویانپور | ورزشگاه: آزادی تهران داور: مصطفی چولجو |

| ۷ اسفند ۱۳۸۲ ۲۱ | ابومسلم مشهد | ۰ – ۱ | استقلال تهران                                            | مشهد                                 |
|                 |              | گزارش | مجیدی ۵۵' · نوازی '۲۰ · فکری '۵۶ · سامره '۸۷ · صادقی '۷۲ | ورزشگاه: تختی مشهد داور: مسعود مرادی |

| ۱۸ اسفند ۱۳۸۲ ۲۲ | استقلال تهران                                         | ۳ – ۲ | فجرسپاسی شیراز           | تهران                                 |
|                  | سیدعباسی ۴۲' · اکبری ۴۸' · فاطمی ۷۸' · قربانی · فاطمی | گزارش | اکبرپور ۱' · علیزاده ۱۵' | ورزشگاه: آزادی تهران داور: جلال مرادی |

| ۱۷ فروردین ۱۳۸۳ ۲۳ | پیکان تهران | ۱ – ۱ | استقلال تهران    | تهران                                       |
|                    | طهماسبی ۸۹' | گزارش | مجیدی ۷۱' · لطفی | ورزشگاه: آزادی تهران داور: فریدون اصفهانیان |

| ۲۴ فروردین ۱۳۸۳ ۲۴ | استقلال تهران                                                          | ۲ – ۱ | سپاهان اصفهان | تهران                                   |
|                    | عنایتی ۳' · سامره ۸۳' · عنایتی '۶۷ · لطفی · نوازی · سامره · فکری '۹۰+۲ | گزارش | رمضانی ۲'     | ورزشگاه: آزادی تهران داور: هدایت ممبینی |

| ۷ اردیبهشت ۱۳۸۲ ۲۵ | استقلال اهواز     | ۲ – ۱ | استقلال تهران                           | اهواز                               |
|                    | خلیفه‌اصل ۳۸'، ۴۰' | گزارش | همدانی ۹۰' · قربانی · مجیدی · فابریتسیو | ورزشگاه: تختی اهواز داور: علی خسروی |

| ۱۴ اردیبهشت ۱۳۸۲ ۲۶ | استقلال تهران                                                                | ۳ – ۲ | پگاه گیلان                                   | تهران                                 |
|                     | عنایتی ۱۵' · منصوریان ۵۸' · نوازی ۶+۹۰' (پنالتی) · سیدعباسی · قربانی · سامره | گزارش | عشوری‌زاد ۱۰' · سلامی‌بخش ۲۹' · دین‌محمدی '۹۰+۳ | ورزشگاه: آزادی تهران داور: جلال مرادی |

#### جایگاه در جدول
| رتبه | تیم      | بازی | برد | مساوی | باخت | گل زده | گل خورده | گل تفاضل | امتیاز | صعود یا سقوط                               |
| ---- | -------- | ---- | --- | ----- | ---- | ------ | -------- | -------- | ------ | ------------------------------------------ |
| ۱    | پاس      | ۲۶   | ۱۵  | ۸     | ۳    | ۴۸     | ۲۹       | ۱۹+      | ۵۳     | صعود به مرحله گروهی لیگ قهرمانان آسیا ۲۰۰۵ |
| ۲    | استقلال  | ۲۶   | ۱۴  | ۹     | ۳    | ۴۶     | ۳۱       | ۱۵+      | ۵۱     |                                            |
| ۳    | فولاد    | ۲۶   | ۱۳  | ۸     | ۵    | ۳۷     | ۲۲       | ۱۵+      | ۴۷     |                                            |
| ۴    | ذوب‌آهن   | ۲۶   | ۱۱  | ۷     | ۸    | ۳۲     | ۲۵       | ۷+       | ۴۰     |                                            |
| ۵    | پرسپولیس | ۲۶   | ۱۰  | ۹     | ۷    | ۴۲     | ۲۸       | ۱۴+      | ۳۹     |                                            |

#### دست‌آوردها در خانه و بیرون
| مجموع | مجموع  | مجموع | مجموع | مجموع | مجموع | مجموع | مجموع | خانه | خانه | خانه | خانه | خانه | خانه | مهمان | مهمان | مهمان | مهمان | مهمان | مهمان |
| بازی  | امتیاز | پ     | ت     | ش     | گ‌ز    | گ‌خ    | ت‌گ    | پ    | ت    | ش    | گ‌ز   | گ‌خ   | ت‌گ   | پ     | ت     | ش     | گ‌ز    | گ‌خ    | ت‌گ    |
| ----- | ------ | ----- | ----- | ----- | ----- | ----- | ----- | ---- | ---- | ---- | ---- | ---- | ---- | ----- | ----- | ----- | ----- | ----- | ----- |
| ۲۶    | ۵۱     | ۱۴    | ۹     | ۳     | ۴۶    | ۳۱    | ۱۵+   | ۸    | ۴    | ۱    | ۲۷   | ۱۹   | ۸+   | ۶     | ۵     | ۲     | ۱۹    | ۱۲    | ۷+    |

آخرین بروزرسانی: پایان فصل

منبع: IPLstats Home
IPLstats Away

پ = پیروزی؛ ت = تساوی؛ ش = شکست؛ گ‌ز = گل زده؛ گ‌خ = گل خورده؛ ت‌گ = تفاضل گل

|                    | بازی | برد | مساوی | شکست | زده | خورده | تفاضل | امتیاز |
| ------------------ | ---- | --- | ----- | ---- | --- | ----- | ----- | ------ |
| در ورزشگاه آزادی   | ۱۷   | ۱۰  | ۶     | ۱    | ۳۵  | ۲۳    | ۱۲+   | ۳۶     |
| در ورزشگاه‌های دیگر | ۹    | ۴   | ۳     | ۲    | ۱۱  | ۸     | ۳+    | ۱۵     |

#### روند هفته به هفته
| هفته  | ۱ | ۲ | ۳ | ۴ | ۵ | ۶ | ۷ | ۸ | ۹ | ۱۰ | ۱۱ | ۱۲ | ۱۳ | ۱۴ | ۱۵ | ۱۶ | ۱۷ | ۱۸ | ۱۹ | ۲۰ | ۲۱ | ۲۲ | ۲۳ | ۲۴ | ۲۵ | ۲۶ |
| ----- | - | - | - | - | - | - | - | - | - | -- | -- | -- | -- | -- | -- | -- | -- | -- | -- | -- | -- | -- | -- | -- | -- | -- |
| زمین  | م | خ | م | خ | م | خ | م | خ | م | خ  | م  | خ  | م  | خ  | م  | خ  | م  | خ  | م  | خ  | م  | خ  | م  | خ  | م  | خ  |
| نتیجه | ت | ت | پ | پ | ش | پ | پ | ت | پ | ت  | ت  | پ  | پ  | ش  | پ  | پ  | پ  | پ  | ت  | ت  | پ  | پ  | ت  | پ  | ش  | پ  |
| وضعیت | ۶ | ۸ | ۴ | ۴ | ۵ | ۴ | ۲ | ۲ | ۲ | ۴  | ۳  | ۳  | ۲  | ۴  | ۳  | ۲  | ۱  | ۱  | ۱  | ۲  | ۲  | ۱  | ۱  | ۱  | ۲  | ۲  |

آخرین بروزرسانی: پایان فصل.
منبع: "IPL Stats".

زمین: م = مهمان، خ = خانه. نتیجه: ت = تساوی، ش = شکست، پ = پیروزی.

### جام حذفی
منبع
| ۲۰ اردیبهشت ۱۳۸۳ 1/16 نهایی | فرمانداری مریوان | ۰ – ۲ | استقلال تهران          | مریوان                                   |
|                             |                  | گزارش | مجیدی ۴۵' · عنایتی ۸۴' | ورزشگاه: زاگرس مریوان داور: فرج‌اله یثربی |

| ۲۵ اردیبهشت ۱۳۸۳ 1/16 نهایی | استقلال تهران                                                                             | ۹ – ۰ | فرمانداری مریوان | تهران                               |
|                             | سامره ۱۰'، ۷۹' · فاطمی ۲۱' · قربانی ۳۵' · مجیدی ۴۳'، ۵۷'، ۷۶' · ساجدی ۷۰' · فابریتسیو ۸۸' | گزارش |                  | ورزشگاه: آزادی تهران داور: حسین یدی |

| ۷ تیر ۱۳۸۳ نیمه‌نهایی | استقلال تهران                               | ۲ – ۱ | سایپا کرج               | تهران                                   |
|                      | مجیدی ۷۲' · واحدی‌نیکبخت ۷۵' · انصافی · فکری | گزارش | منصوریان ۴۸' (گل‌به‌خودی) | ورزشگاه: آزادی تهران داور: محسن قهرمانی |

| ۱۲ تیر ۱۳۸۳ فینال (رفت) | سپاهان اصفهان                                        | ۳ – ۲ | استقلال تهران                                  | اصفهان                                          |
|                         | استپانیان ۹' · خرمگاه ۵۶' (گل‌به‌خودی) · هاشمی‌زاده ۸۸' | گزارش | خرمگاه '۲۰ · اکبری ۲۷' · عنایتی ۷۹' · منصوریان | ورزشگاه: نقش جهان اصفهان داور: فریدون اصفهانیان |

| ۱۷ تیر ۱۳۸۳ فینال (برگشت) | استقلال تهران | ۰ – ۲ | سپاهان اصفهان     | تهران                                  |
|                           | اکبری '۲۷     | گزارش | سیدصالحی ۲۴'، ۶۸' | ورزشگاه: آزادی تهران داور: مسعود مرادی |

### جام اتحادیه تهران
منبع
| ۲۹ مرداد ۱۳۸۲ | استقلال تهران                                     | ۲ – ۳ | سپاهان اصفهان                                  | تهران                               |
|               | فابریتسیو ۲۴' · نوازی ۳۵' · مجیدی · صادقی · نوازی | گزارش | خطیبی ۲'، ۷۵' · بزیک ۸۵' (پنالتی) · نویدکیا ۹۰ | ورزشگاه: آزادی تهران داور: حسین یدی |

| ۳۱ مرداد ۱۳۸۲ | استقلال تهران                     | ۳ – ۲ | الوصل امارات                                | تهران                                 |
|               | واحدی‌نیکبخت ۱۷'، ۷۰' · قربانی ۷۵' | گزارش | مجیدی ۳۲' · طارق درویش ۸۰' · جابر درویش '۸۹ | ورزشگاه: تختی تهران داور: مسعود مرادی |

### بازی دوستانه
| ۴ بهمن ۱۳۸۲ | اشتوتگارت                         | ۳ – ۰ | استقلال تهران | رویتلینگن، آلمان          |
|             | هلب ۳۰' · بوردون ۷۵' · کورانی ۹۰' | گزارش | انصافی        | ورزشگاه: ورزشگاه کروزایخه |

| ۲۴ بهمن ۱۳۸۲ | الوصل امارات                                                       | ۳ – ۲ | استقلال تهران         | دبی، امارات                    |
|              | طارق درویش ۳۲' · عادل مطر ۳۹' · احمد فیروز '۲+۴۵ · فرهاد مجیدی ۸۸' | مهر   | فاطمی ۶۰' · صادقی ۸۰' | ورزشگاه: زعبیل داور: احمد خمیس |

## آمار

### عملکرد کلی تیم در فصل
| رقابت            | اولین بازی       | آخرین بازی       | شروع دور        | جایگاه نهایی | آمار | آمار | آمار | آمار | آمار | آمار | آمار | آمار  |
| رقابت            | اولین بازی       | آخرین بازی       | شروع دور        | جایگاه نهایی | بازی | ب    | ت    | ش    | گ‌ز   | گ‌خ   | ت‌گ   | % برد |
| ---------------- | ---------------- | ---------------- | --------------- | ------------ | ---- | ---- | ---- | ---- | ---- | ---- | ---- | ----- |
| لیگ برتر ۸۳–۱۳۸۲ | ۶ شهریور ۱۳۸۲    | ۱۴ اردیبهشت ۱۳۸۳ | هفته ۱          | نایب قهرمان  | ۲۶   | ۱۴   | ۹    | ۳    | ۴۶   | ۳۱   | ۱۵+  | ۰۵۴   |
| جام حذفی ۸۳–۱۳۸۲ | ۲۰ اردیبهشت ۱۳۸۳ | ۱۷ تیر ۱۳۸۳      | یک شانزدهم‌نهایی | نایب قهرمان  | ۷    | ۵    | ۰    | ۲    | ۱۹   | ۸    | ۱۱+  | ۰۷۱   |
| مجموع            | مجموع            | مجموع            | مجموع           | مجموع        | ۳۳   | ۱۹   | ۹    | ۵    | ۶۵   | ۳۹   | ۲۶+  | ۰۵۸   |

منبع: رقابت‌ها

### نمایش بازیکنان
| شماره | پُست       | بازیکنان            | لیگ برتر | لیگ برتر | لیگ برتر | جام حذفی | جام حذفی | جام حذفی | مجموع   | مجموع | مجموع    | کارت                 | کارت             |
| شماره | پُست       | بازیکنان            | بازی     | زمان     | کارت زرد | بازی     | زمان     | کارت زرد | بازی    | زمان  | کارت زرد | کارت زرد دوم و اخراج | کارت قرمز مستقیم |
| ----- | --------- | ------------------- | -------- | -------- | -------- | -------- | -------- | -------- | ------- | ----- | -------- | -------------------- | ---------------- |
| ۱     | دروازه‌بان | پرویز برومند        | ۱۰       | ۹۰۰      | ۲        | ۱        | ۹۰       | ۰        | ۱۱ (۱۱) | ۹۹۰   | ۲        | ۰                    | ۰                |
| ۲     | مدافع     | امیرحسین صادقی      | ۱۸       | ۱۵۳۳     | ۳        | ۴        | ۲۰۵      | ۰        | ۲۲ (۲۰) | ۱۷۳۸  | ۳        | ۰                    | ۱                |
| ۳     | مدافع     | رافائل گومز         | ۲        | ۵۶       | ۱        | ۰        | ۰        | ۰        | ۲ (۱)   | ۵۶    | ۱        | ۰                    | ۰                |
| ۴     | مدافع     | محمد خرمگاه         | ۱۵       | ۱۲۶۹     | ۳        | ۵        | ۳۵۱      | ۱        | ۲۰ (۱۹) | ۱۶۲۰  | ۴        | ۰                    | ۰                |
| ۶     | مدافع     | محمود فکری          | ۲۳       | ۲۰۷۰     | ۷        | ۷        | ۶۴۰      | ۱        | ۳۰ (۳۰) | ۲۷۱۰  | ۸        | ‍۱                     | ۰                |
| ۷     | مدافع     | ستار همدانی         | ۱۴       | ۹۷۴      | ۱        | ۰        | ۰        | ۰        | ۱۴ (۱۱) | ۹۷۴   | ۱        | ۰                    | ۰                |
| ۸     | هافبک     | محمد نوازی          | ۲۴       | ۲۰۷۰     | ۹        | ۳        | ۲۱۳      | ۰        | ۲۴ (۲۶) | ۲۲۸۳  | ۹        | ۰                    | ۰                |
| ۹     | مهاجم     | علی سامره           | ۲۵       | ۱۵۲۳     | ۳        | ۶        | ۴۸۷      | ۰        | ۳۱ (۲۲) | ۲۰۱۰  | ۳        | ۰                    | ۰                |
| ۱۰    | هافبک     | علیرضا منصوریان     | ۱۴       | ۸۴۵      | ۳        | ۶        | ۳۸۴      | ۱        | ۲۰ (۱۵) | ۱۲۲۹  | ۴        | ۰                    | ۰                |
| ۱۱    | هافبک     | یدالله اکبری        | ۲۱       | ۱۷۱۵     | ۱        | ۷        | ۵۸۲      | ۰        | ۲۸ (۲۵) | ۲۲۹۷  | ۱        | ۰                    | ۰                |
| ۱۲    | دروازه‌بان | مسعود قاسمی         | ۴        | ۳۶۰      | ۰        | ۵        | ۴۶۰      | ۰        | ۹ (۹)   | ۸۲۰   | ۰        | ۰                    | ۰                |
| ۱۳    | هافبک     | امیر امینی‌فر        | ۳        | ۱۱۹      | ۱        | ۱        | ۵۳       | ۰        | ۴ (۲)   | ۱۷۲   | ۱        | ۰                    | ۰                |
| ۱۴    | مدافع     | سعید لطفی           | ۶        | ۴۴۰      | ۲        | ۷        | ۵۶۹      | ۰        | ۱۳ (۱۰) | ۱۰۰۹  | ۲        | ۰                    | ۰                |
| ۱۵    | هافبک     | فرزاد مجیدی         | ۱۶       | ۱۱۸۵     | ۲        | ۷        | ۶۲۰      | ۰        | ۲۳ (۲۱) | ۱۸۰۵  | ۲        | ۰                    | ۰                |
| ۱۶    | هافبک     | علیرضا اکبرپور      | ۱        | ۱۰       | ۰        | ۰        | ۰        | ۰        | ۱ (۰)   | ۱۰    | ۰        | ۰                    | ۰                |
| ۱۷    | مهاجم     | راجر فابریتسیو      | ۱۲       | ۵۳۷      | ۱        | ۲        | ۶۹       | ۰        | ۱۴ (۶)  | ۶۰۶   | ۱        | ۰                    | ۰                |
| ۱۸    | مهاجم     | فراز فاطمی          | ۱۸       | ۶۹۷      | ۱        | ۵        | ۲۳۳      | ۰        | ۲۳ (۱۰) | ۹۳۰   | ۱        | ۰                    | ۰                |
| ۱۹    | مدافع     | پیروز قربانی        | ۲۴       | ۲۱۲۲     | ۵        | ۶        | ۵۱۴      | ۲        | ۳۰ (۲۹) | ۲۶۳۶  | ۷        | ۰                    | ۰                |
| ۲۰    | هافبک     | داوود سیدعباسی      | ۲۵       | ۱۹۹۹     | ۴        | ۷        | ۵۵۶      | ۱        | ۳۲ (۲۹) | ۲۵۵۵  | ۵        | ۰                    | ۰                |
| ۲۱    | مهاجم     | غلامرضا عنایتی      | ۲۴       | ۲۰۱۴     | ۳        | ۶        | ۵۵۰      | ۱        | ۳۰ (۲۸) | ۲۵۶۴  | ۴        | ۰                    | ۰                |
| ۲۲    | هافبک     | علیرضا واحدی نیکبخت | ۱۶       | ۱۳۲۲     | ۷        | ۱        | ۴۰       | ۰        | ۱۷ (۱۵) | ۱۳۶۲  | ۷        | ۲                    | ۰                |
| ۲۳    | هافبک     | داریوش یزدانی       | ۹        | ۵۲۸      | ۰        | ۰        | ۰        | ۰        | ۹ (۶)   | ۵۲۸   | ۰        | ۰                    | ۰                |
| ۲۴    | هافبک     | کیوان ساجدی         | ۶        | ۲۲۴      | ۰        | ۲        | ۶۹       | ۰        | ۷ (۲)   | ۲۹۳   | ۰        | ۰                    | ۰                |
| ۲۵    | هافبک     | منصور احمدزاده      | ۰        | ۰        | ۰        | ۱        | ۱۸       | ۰        | ۱ (۰)   | ۱۸    | ۰        | ۰                    | ۱                |
| ۲۶    | مدافع     | مجتبی انصافی        | ۹        | ۹۳       | ۰        | ۴        | ۲۰۱      | ۲        | ۱۳ (۳)  | ۲۹۴   | ۲        | ۰                    | ۰                |
| ۳۰    | دروازه‌بان | وحید طالب‌لو         | ۱۲       | ۱۰۸۰     | ۰        | ۱        | ۹۰       | ۰        | ۱۳ (۱۳) | ۱۱۷۰  | ۰        | ۰                    | ۰                |
| ؟     | هافبک     | مجاهد خذیراوی       | ۰        | ۰        | ۰        | ۱        | ۲۰       | ۰        | ۱ (۰)   | ۲۰    | ۰        | ۰                    | ۰                |

اعداد آبی رنگ : تعداد حضور در ترکیب اصلی استقلال

### گلزن‌ها
| رده        | پُست        | نام                | لیگ برتر | جام حذفی | کل |
| ---------- | ---------- | ------------------ | -------- | -------- | -- |
| ۱          | مهاجم      | غلامرضا عنایتی     | ۱۱       | ۴        | ۱۵ |
| ۲          | هافبک      | فرزاد مجیدی        | ۶        | ۴        | ۱۰ |
| ۳          | مهاجم      | علی سامره          | ۷        | ۲        | ۹  |
| ۴          | هافبک      | یدالله اکبری       | ۴        | ۳ (۱)    | ۷  |
| ۵          | هافبک      | محمد نوازی         | ۴ (۴)    | ۰        | ۴  |
| ۵          | هافبک      | علیرضا واحدی‌نیکبخت | ۳        | ۱        | ۴  |
| ۶          | مهاجم      | فراز فاطمی         | ۲        | ۱        | ۳  |
| ۷          | هافبک      | علی‌رضا منصوریان    | ۲        | ۰        | ۲  |
| ۷          | هافبک      | داوود سیدعباسی     | ۲        | ۰        | ۲  |
| ۷          | مهاجم      | راجر فابریتسیو     | ۱        | ۱        | ۲  |
| ۸          | مدافع      | محمود فکری         | ۱        | ۰        | ۱  |
| ۸          | مدافع      | امیرحسین صادقی     | ۱        | ۰        | ۱  |
| ۸          | مدافع      | ستار همدانی        | ۱        | ۰        | ۱  |
| ۸          | مدافع      | پیروز قربانی       | ۰        | ۱        | ۱  |
| ۸          | مدافع      | سعید لطفی          | ۰        | ۱        | ۱  |
| ۸          | هافبک      | کیوان ساجدی        | ۰        | ۱        | ۱  |
| گل به خودی | گل به خودی | گل به خودی         | ۱        | ۰        | ۱  |
| کل         | کل         | کل                 | ۴۶       | ۱۹       | ۶۵ |

اعداد آبی رنگ : تعداد گلهای زده شده از نقطه پنالتی
** گل به خودی بازیکنان حریف :
۱- محمد آقامحمدی بازیکن برق شیراز در بازی هفته دوم لیگ برتر

### پاس گل
| رتبه | پُست   | بازیکنان           | لیگ برتر | جام حذفی | جمع | گرفتن پنالتی |
| ---- | ----- | ------------------ | -------- | -------- | --- | ------------ |
| ۱    | مهاجم | غلامرضا عنایتی     | ۷        | ۱        | ۸   | ۰            |
| ۲    | هافبک | محمد نوازی         | ۶        | ۲        | ۸   | ۱            |
| ۳    | هافبک | داوود سیدعباسی     | ۵        | ۳        | ۸   | ۰            |
| ۴    | هافبک | فرزاد مجیدی        | ۳        | ۴        | ۷   | ۰            |
| ۵    | هافبک | یداله اکبری        | ۳        | ۲        | ۵   | ۱            |
| ۶    | مهاجم | علی سامره          | ۲        | ۲        | ۴   | ۲            |
| ۷    | هافبک | محمود فکری         | ۱        | ۱        | ۲   | ۰            |
| ۸    | هافبک | علیرضا واحدی‌نیکبحت | ۱        | ۰        | ۱   | ۰            |
| ۹    | هافبک | علیرضا منصوریان    | ۱        | ۰        | ۱   | ۰            |
| ۱۰   | مدافع | پیروز قربانی       | ۱        | ۰        | ۱   | ۱            |
| ۱۱   | مهاجم | فراز فاطمی         | ۱        | ۰        | ۱   | ۰            |
| ۱۲   | هافبک | منصور احمدزاده     | ۰        | ۱        | ۱   | ۰            |
| جمع  | جمع   | جمع                | ۳۱       | ۱۶       | ۴۷  | ۵            |

- از مجموع شش پنالتی اعلام شده در این فصل یک ضربه پنالتی گل نشده‌است.
- پنج پنالتی به خاطر خطا بر روی بازیکنان استقلال و یک پنالتی به خاطر خطای هند بازیکن حریفان اعلام شده است.

### گلهای لیگ برتر بر حسب شش بازه زمانی
| بازه زمانی     | گل زده | بازه زمانی     | گل خورده |
| -------------- | ------ | -------------- | -------- |
| ۱۵ دقیقه اول   | ۸      | ۱۵ دقیقه اول   | ۵        |
| ۱۵ دقیقه دوم   | ۴      | ۱۵ دقیقه دوم   | ۷        |
| ۱۵ دقیقه سوم   | ۵      | ۱۵ دقیقه سوم   | ۳        |
| اضافی نیمه اول | ۰      | اضافی نیمه اول | ۰        |
| جمع نیمه اول   | ۱۶     | جمع نیمه اول   | ۱۵       |
| ۱۵ دقیقه چهارم | ۸      | ۱۵ دقیقه چهارم | ۷        |
| ۱۵ دقیقه پنجم  | ۱۰     | ۱۵ دقیقه پنجم  | ۴        |
| ۱۵ دقیقه ششم   | ۹      | ۱۵ دقیقه ششم   | ۵        |
| اضافی نیمه دوم | ۲      | اضافی نیمه دوم | ۰        |
| جمع نیمه دوم   | ۲۹     | جمع نیمه دوم   | ۱۶       |

### عملکرد دروازه‌بانها
|       |              | لیگ برتر | لیگ برتر | لیگ برتر | جام حذفی | جام حذفی | جام حذفی | مجموع | مجموع   | مجموع |
| رتبه  | نام          | بازی     | گل‌خورده  | ک‌ش       | بازی     | گل‌خورده  | ک‌ش       | بازی  | گل‌خورده | ک‌ش    |
| ----- | ------------ | -------- | -------- | -------- | -------- | -------- | -------- | ----- | ------- | ----- |
| ۱     | وحید طالب‌لو  | ۱۲       | ۹        | ۵        | ۱        | ۲        | ۰        | ۱۳    | ۱۱      | ۵     |
| ۲     | پرویز برومند | ۱۰       | ۱۵       | ۱        | ۱        | ۰        | ۱        | ۱۱    | ۱۵      | ۲     |
| ۳     | مسعود قاسمی  | ۴        | ۷        | ۰        | ۵        | ۶        | ۲        | ۹     | ۱۳      | ۲     |
| مجموع | مجموع        | ۲۶       | ۳۱       | ۶        | ۷        | ۸        | ۳        | ۳۳    | ۳۹      | ۹     |

### کاپیتان‌های فصل
| رده | نام             | لیگ برتر | جام حذفی | جمع |
| --- | --------------- | -------- | -------- | --- |
| ۱   | محمود فکری      | ۲۳       | ۷        | ۳۰  |
| ۲   | علیرضا منصوریان | ۲        | ۰        | ۲   |
| ۳   | محمد خرمگاه     | ۱        | ۰        | ۱   |